# كلارا براون
كلارا براون (بالإنجليزية: Clara Brown)‏ هي قابلة أمريكية وقائدة جماهيرية، ولدت في 1800، وتوفيت في 1885.
خضعت كلارا براون للعبودية في ولاية فرجينيا، أولى المستعمرات الإنجليزية التي استقدمت العبيد إلى أمريكا الشمالية عام 1619، وأصبحت لاحقًا قائدة مجتمعية وداعمة لتأسيس تجمعات سكنية للعبيد المحررين خلال فترة حمى الذهب في كولورادو.
ولدت كلارا براون في فرجينيا عام 1800. تزوجت كلارا من عبد آخر عندما كانت في الثامنة عشرة من عمرها وأنجبا أربعة أطفال. في عام 1835، تفككت عائلة براون عندما تم بيع جميع أفرادها لمالكي العبيد المختلفين؛ تم بيع كلارا إلى صاحب مزرعة في كنتاكي. في ال- 56 من عمرها، حصلت على حريتها وطالبها القانون بمغادرة الدولة. عملت في طريقها باتجاه الغرب نحو دنفر، كولورادو كطباخة وغسالة.
استقرت براون في مدينة التعدين التي تسمى الآن سنترال سيتي، كولورادو، حيث عملت كغاسلة، وطباخة، وقابلة. مع المال الذي كسبته، استثمرت في العقارات والمناجم في المدن القريبة. كانت براون معروفة باسم «العمة كلارا» لدعمها العاطفي والمالي، وهي عضو مؤسس في مدرسة الأحد، جعلت منزلها متاحًا لتأدية الصلاة ودعم المجتمع بسخاء.
في نهاية الحرب الأهلية الأمريكية، تمكنت براون من السفر بحرية وتصفية جميع استثماراتها للسفر إلى كنتاكي للبحث عن ابنتها. على الرغم من أنها لم تنجح، إلا أنها فتحت الطريق ل- 16 من أقاربها وأكثر وغيرهم ممن تم إخضاعهم للعبودية في السابق للانتقال إلى كولورادو. في عام 1882، تم لم شملها بابنتها إليزا جين وحفيدتها. في عام 1885، وهي آخر سنة في حياتها، انتخبت كلارا براون في جمعية رواد كولورادو لدورها البارز في تاريخ كولورادو المبكر.

## نشأتها
ولدت كلارا براون خلال فترة العبودية بالقرب من إنديبيندنس، ميسوري في 1 يناير، 1800.  في سن مبكرة، بيعت كلارا ووالدتها إلى آدم سميث، مزارع التبغ في فرجينيا، وعملت في الحقول. ثم انتقلت مع عائلة سميث إلى كنتاكي.
تزوجت كلارا من عبد يدعى ريتشارد في سن 18 عامًا. أنجبا أربعة: ريتشارد، مارغريت، بولينا آن، وإليزا جين. توفت بولينا آن، وهي الشقيقة التوأم لإليزا جين، غرقًا في جيل 8 سنوات. في عام 1835، توفي مالك العائلة أمبروز سميث. لتسوية الحوزة، تم إحضار عائلة براون إلى مزاد الرقيق، وبيعها بشكل منفصل وتفريقها في مواقع بعيدة ومختلفة. استشعر صاحب مزرعة من كنتاكي يدعى جورج براون بذكاء كلارا وقوتها ودفع سعرًا باهظًا لاقتنائها.